# 班西里·本披塔
班西里·本披塔（1984年1月3日—）是一名泰国举重运动员，身高1.49米。2010年，在广州亚运会48公斤级举重比赛中以181千克的成绩获得第四名。